# Pendrecht Cultuurprijs
De Pendrecht Cultuurprijs is een prijs die jaarlijks wordt toegekend aan personen en/of instellingen die een belangrijke bijdrage hebben geleverd aan het culturele leven in de Nederlandse plaats Rotterdam en omgeving.
De prijs van 7000 euro wordt uitgekeerd door de Stichting Pendrecht Fonds, die in 1997 door enkele particulieren werd opgericht. De naam "Pendrecht" verwijst naar een voormalige boomgaard in de gelijknamige Rotterdamse wijk. De opbrengst uit de verkoop van die boomgaard vormde het beginkapitaal van het Pendrecht Fonds.
De Stichting Pendrecht Fonds vraagt elk jaar een vooraanstaand persoon uit het culturele leven van Rotterdam om een kandidaat voor de Pendrecht Cultuurprijs voor te dragen.

## Prijswinnaars
Incomplete lijst van winnaars
- 1998 - Annekee van Blokland van Theatergroep Bonheur[1]
- 1999 - Sonia Herman Dolz[2]
- 2000 - Juul Kraijer[3]
- 2001 - Het Doelenensemble.[4]
- 2002 - Amy Gale[5]
- 2003 - Ben Schot
- 2004 - 2012Architecten[6]
- 2006 - Stichting Worm[7]